# Coongan River
Der Coongan River ist ein Fluss in der Region Pilbara im Nordwesten des australischen Bundesstaates Western Australia.

## Geografie

### Verlauf
Der Fluss entspringt nördlich der Chichester Range, rund 30 Kilometer westlich der Kleinstadt Nullagine und fließt zunächst in nördlicher Richtung, westlich vorbei an der Stadt Marble Bar, bis zur Siedlung Eginbah an der Rippon Hills Road. Dort wendet er seinen Lauf nach Nordwesten durch die Gorge Range und mündet südlich der Geisterstadt Goldsworthy in den Mulyie Pool und damit in den De Grey River.
Der Coongan River führt nicht das ganze Jahr über Wasser. Die Stadt Marble Bar zweigt jährlich etwa 180.000 m³ Wasser aus dem Alluvium des Flusses ab. Die Wasserqualität des Flusses variiert je nach Wasserstand. Die Trübung des Flusswassers beträgt 587 Nephelometric Turbidity Unit (NTU), und der durchschnittliche Salzgehalt liegt bei 100 mg/l.

### Nebenflüsse mit Mündungshöhen
- Triberton Creek – 314 m
- Withnell Creek – 293 m
- Budjan Creek – 281 m
- Boobina Creek – 273 m
- Emu Creek – 229 m
- Camel Creek – 203 m
- Talga River – 118 m
- One Mile Creek – 109 m[1]

## Geschichte
Der Name des Flusses geht auf die Aborigines zurück und wurde erstmals 1878 von Alexander Forrest erwähnt. Die ursprünglichen Besitzer dieses Gebietes war der Aboriginesstamm der Njamal oder Nyamal.